# 于际训
于际训（1947年—），山东巨野太平镇人，中国人民解放军将领、中国人民解放军中将。 

## 生平
2005年，授予中国人民解放军中将，曾任第二炮兵副司令员。 